# 維吉尼亞州第五步兵團
維吉尼亞州第五步兵團（英語：5th Virginia Infantry Regiment）又名血腥第五步兵團（Bloody Fifth），成立於1861年4月13日，是石牆傑克森麾下的一個兵團，與其餘數個不同的兵團（如維吉尼亞州第二步兵團）組成了一支人數達6,500人的著名石牆旅（Stonewall Brigade）。

## 戰場生涯
該兵團加入石牆旅前就以英勇及出色的戰鬥力而聞名於美國，加入了傑克森的軍旅後自然十分受重用，曾跟隨傑克森於雪倫多亞谷會戰中大敗南下的聯邦軍隊，又參與了第二次馬納沙斯之役，弗雷德里克斯堡之役和蓋茨堡戰役等等，但到了李將軍投降之時，第五步兵團只餘下47人。

### 戰役

#### 1861年
- 瀑布市前哨戰
- 第一次馬納沙斯之役

#### 1862年
- Hanging Rock Pass
- 第一次克恩斯鎮之役
- 富蘭克林之役
- 第一次溫徹斯特之役
- 共和港之役
- 加尼斯米爾之役（英语：Battle of Gaines Mill）
- 莫爾文之役
- 細德山之役
- 第二次馬納沙斯之役
- 沙士堡之役
- 齊爾尼維爾之役
- 弗雷德里克斯堡之役

#### 1863年
- 錢斯勒斯維爾戰役
- 第二次溫徹斯特之役
- 蓋茨堡之役
- 卡爾佩珀首府之役
- 布里斯托車站之役
- 比爾頓車站之役
- 雷奔之役

#### 1864年
- 史波特斯凡尼亞郡府之役
- 莽原之役
- 冷港之役
- 林屈堡之役
- 門諾卡西前哨戰
- 第二次克恩斯鎮之役
- 第三次溫徹斯特之役
- 非瑟丘之役
- 卡佛山前哨戰
- 細德溪之役

#### 1865年
- 海契斯河之役
- 斯特德曼堡之役
- 五松之役
- 水手溪之役
- 阿波馬托克斯首府之役

## 其他
1862年4月，第五步兵團成立了石牆旅樂團（Stonewall Brigade Band）。